# فلیچانو مونتی

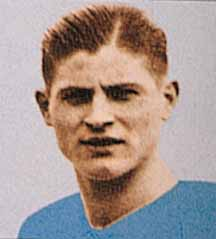
فلیچانو مونتی

فلیچانو مونتی (به ایتالیایی: Feliciano Monti) بازیکن فوتبال و اهل ایتالیا است که از سال ۱۹۲۳ میلادی عضو تیم ملی فوتبال ایتالیا بوده و در ۳ بازی ملی حضور داشته‌است. او در بازی‌های ملی‌اش گلی به ثمر نرساند.
فلیچانو مونتی آخرین بازی ملی خود را در سال ۱۹۲۴ میلادی انجام داد.